# Szilády Áron

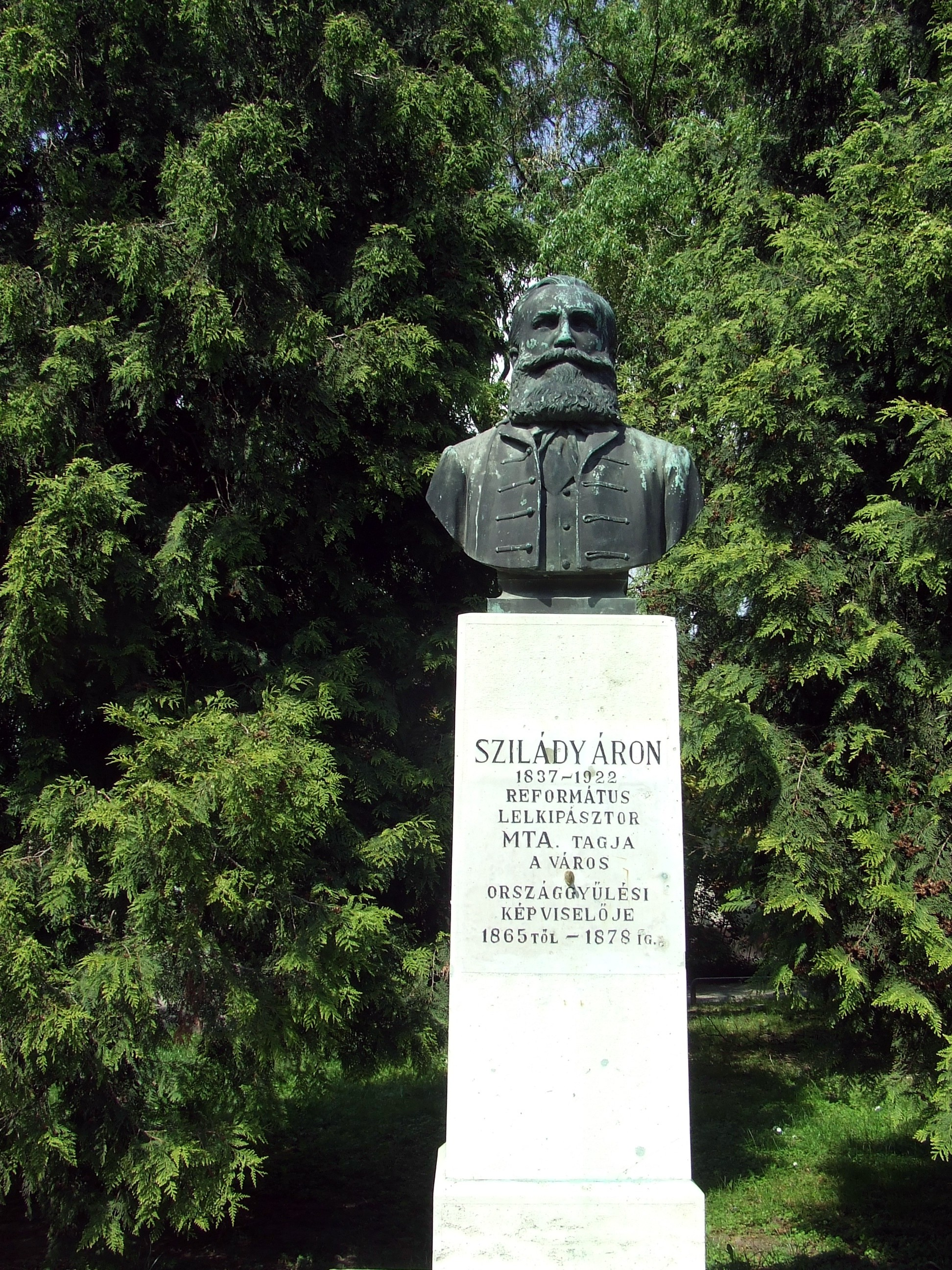
Szilády Áron szobra Kiskunhalason. Szentgyörgyi István szobrászművész alkotása (1926)

Szilády Áron (Ságvár, 1837. november 3. – Kiskunhalas, 1922. március 20.) református lelkész, irodalomtörténész, nyelvész, orientalista, a Magyar Tudományos Akadémia tagja. A régebbi magyar irodalom szakértőjeként értékes tanulmányokat publikált a témában, mint például Temesvári Pelbárt élete és munkái (1880), valamint a régebbi irodalomból származó kiadványai, például a régi magyar költők gyűjteményét: Régi Magyar Költők Tára. Szilágy Sándorral és Salamon Ferenccel együtt a török uralom kori török történelmi forráskönyvek gyűjteményét adta ki (Török-magyar kori okmánytár, 1863–1873). 1893-tól az Irodalomtörténeti Közlemények irodalomtörténeti folyóirat szerkesztője volt. Nemesi neve szentgyörgyi volt. Unokatestvére Szilády Zoltán volt.
Ságváron született. Gimnáziumba Kiskunhalason és Nagykőrösön járt, ahol Arany Jánostól is tanult. 1853-1858 között teológiát tanult Debrecenben, majd Göttingenben folytatta tanulmányait. A hazatérését követő években több helyen is szolgált papként, de 1863-ban Kiskunhalason telepedett le. 1865 és 1878 között országgyűlési képviselő is volt; e minőségében keményen törekedett Kiskunhalas fejlesztésére. 27 nyelven beszélt, amiből külföldi kutatóútjai során sűrűn profitált. Mára már tévesnek tekintett elmélettel rendelkezett a magyarság eredetét illetően, úgy tartotta ugyanis, hogy a magyarok a törököktől származnak.

## Családja
Édesanyja Magyar Zsófia, apja Szilády László. Édesapja református lelkész volt Ságváron. A család halasi származású volt, így apját itt is megválasztották lelkésznek. Ettől kezdve Szilády Áron gyermekkorát Halason töltötte. Öccse Szilády János is egyházi pályára lépett.

## Életpályája
Gimnáziumi tanulmányait Kiskunhalason kezdte a helyi gimnáziumban, ahol latinul, görögül, franciául tanult és megismerkedett a héber nyelvvel is. A gimnázium első hat osztályának elvégzése után tanulmányait Nagykőrösön folytatta, ahol 1851 és 1853 között a gimnázium két felsőbb osztályát is elvégezte. Ekkor Arany János is tanította. Szilády itt németül, angolul és törökül is tanult. 1853 és 1858 között teológiát hallgatott Debrecenben. Egyre inkább az orientalista tudományok felé fordult, ezért tökéletesen megtanult héberül, arabul, törökül és perzsául. Megismerkedett az olasz nyelvvel és megtanult hollandul is. 1857-től, a török nyelv elsajátítása céljából Konstantinápolyban és Kis-Ázsiában tartózkodott, majd 1858-ban került a göttingeni egyetemre tanulni, ahol hamar feltűnt briliáns nyelvtudásával és professzorai már a jövő orientalistáját látták benne.
Hazatérése után különböző helyeken volt református lelkész, majd apja halálakor, 1863-ban került Halasra, és haláláig itt élt. 1885-ben a dunamelléki református egyházkerület főjegyzője lett. 1865 és 1878 között Halas szabadelvű párti országgyűlési képviselője volt, és neki köszönhető a mai gimnázium felépítése. A város szellemi vezérének tartották.
Saját bevallása szerint 27 nyelven írt és olvasott. Sokat tett Kiskunhalas kulturális fejlesztéséért.
1867-ben lett a Kisfaludy Társaság tagja, de az egyre közismertebbé váló irodalomtörténész 1861-től a Magyar Tudományos Akadémia levelező tagja, 1876-tól rendes tagja is volt. 1893-tól haláláig volt az Irodalomtörténeti Közlemények szerkesztője. 1896-ban a budapesti és a kolozsvári egyetem díszdoktorává avatták. Tudományos munkásságának fontos részét alkotta a magyar nép származásának vizsgálata, s e tekintetben a török eredet híve volt. Ezt a meggyőződését közel-keleti útjai is megerősítették.
A magánéletben komor, zárkózott embernek tartották, sőt a városban sokan elfordultak tőle „ridegsége” miatt. Egész életét a puritán egyszerűség jellemezte. Jól mutatja ezt öltözködése, szűkszavúsága, vagy az a tény, hogy beszédeit, előadásait soha nem vetette papírra.
Szilády Áron 1922. március 20-án hunyt el Kiskunhalason. Sírja a régi református temetőben található.

## Művei

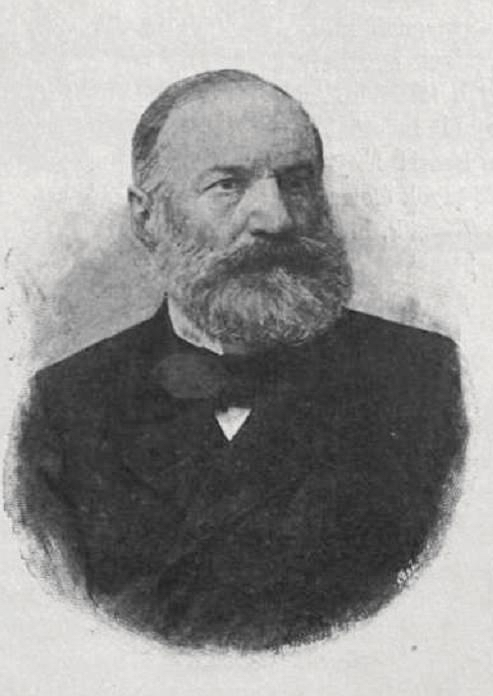
Szilády Áron

Irodalmi tevékenysége fordításai révén jelentős, de igazi tudományos elismerést nyelvészként szerzett. Szilágyi Sándorral és Salamon Ferenccel együtt 9 kötetben adta ki a Török-Magyarkori Okmánytárat I.,II.,III.IV.V.VI.VII., Budenz Józseffel és Szarvas Gáborral pedig a Nyelvemléktárat. A régi magyar irodalom egyik legjelesebb kutatójává vált, s nevéhez fűződik több 16. századi író (Tinódi Lantos Sebestyén, Ilosvai Selymes Péter, Balassi Bálint) műveinek kiadása.
- Okmánytár a hódoltság történetéhez Magyarországon Nagy-Kőrös, Czegléd, Dömsöd, Szeged, Halas levéltáraiból (kiadta, összeállította: Szilády Áron, Szilágyi Sándor) Pest, 1863. I. II. REAL-EOD
- A defterekről. Pest, 1872; REAL-EOD
- Magyar szófejtegetések, Pest, 1872; REAL-EOD
- Régi Magyar Költők Tára: 1. Középkori magyar költői maradványok. (közzéteszi Szilády Áron) Bp, 1877; 2. XVI. századbeli magyar költők művei. 1. köt. 1527-1546, Bp., 1880; 3. 4. köt. 1540-1575, Bp., 1883; 4. XVI. századbeli magyar költők művei. 4. köt. Radán Balázs, Dézsi András, Sztárai Mihály ; 154?-1560, 5. köt. Bp., 1886; 5. XVI. századbeli magyar költők művei. 5. köt. 1545-1559, 6. köt. Bp., 1896; 6. XVI. századbeli magyar költők művei. 6. köt. 1560-1566, 7. köt. Bp., 1912
- Gyarmathi Balassa Bálint költeményei. (szerkesztő, jegyzettel, s bevezetővel ellátta. Szilády Áron. Budapest, 1879
- Temesvári Pelbárt élete és művei. (közzéteszi Szilády Áron) Bp, 1880; REAL-EOD
- XVI. századbeli magyar költők művei. (közzéteszi Szilády Áron) Budapest, 1880; 2. köt. REAL-EOD. Budapest, 1881
- Ilosvai Selymes Péter: Az híresneves Tholdi Miklósnak jeles cselekedeteiről és bajnokságáról való história. (bev. és jegyz. kísérte Szilády Áron.) Budapest, 1886
- Szegedi Gergely Énekes Könyve 1569-ből. (Tanulmányt írta: Szilády Áron) Budapest, 1893
- Novum Testamentum seu quattuor euangeliorulm volumina lungua Hungarica donata : Wy Testamentum magyar nyeulen : 1536 / Gabriele Pannonio Pesthino interprete. (bev. Szilády Áron) Budapest, 1895
- Tinódi Lantos Sebestyén: Budai Ali basa históriája. (jegyzetek Szilády Áron) Budapest, 1899
- Nyelvemléktár: Régi magyar codexek és nyomtatványok. (szerk. Budenz József, Szarvas Gábor, Szilády Áron) Budapest, 1874-1908
- Sermones Dominicales : két XV. századból származó magyar glosszás latin codex. (Bev., szót.) Budapest, 1910
- Péchi Simon Psalteriuma. (közzétette: Szilády Áron) Budapest, 1913

## Emlékezete
Emlékét Kiskunhalason a tiszteletére állított szobor valamint a nevét viselő református gimnázium és egy utca őrzi.
Szülőfalujában, Ságváron a helyi általános iskola viseli a nevét. 2022-ben, halálának 100. évfordulója alkalmából "Szilády emlékezete" címmel rendeztek kiállítást Kiskunhalason, a Thorma János Múzeumban. 